# Rasim Balayev
Rasim Əhməd oğlu Balayev, o più semplicemente Rasim Balayev (Ağsu, 8 agosto 1948), è un attore e doppiatore azero, Artista del Popolo della RSS Azera e segretario, dal 1990 al 2013, dell'Unione dei Cineasti Azeri.

## Biografia
Nato nel Distretto di Ağsu, l'8 agosto 1948, da una famiglia contadina, inizia ragazzino a recitare e si laurea, poi, all'Azerbaijan State University of Culture and Arts nel 1969.

## Filmografia
Tra i suoi migliori ruoli vi sono i film Nesimi (1973), Babek (1979), La canaglia (1988), Aneddoto (1989), e Il Pipistrello (1995).

### Altri film
- Le stelle non si spengono (1971)
- Questa dolce parola: libertà! (1972) (Russia, Lituania)
- Firangiz (1975)
- Dada Gorgud (1975)
- Pugnalare alle spalle (1977)
- Interrogatorio (1979)
- Dopodomani, a mezzanotte (1981)
- Traccia supplementare (1981)
- I vecchi, i vecchi... (1982)
- Premio dell'uomo d'affari solitario (1984) (Russia)
- Strade infuocate (1984) (Uzbekistan)
- Fiaba di una quercia vecchia (1984)
- Gin nel distretto residenziale (1985)
- Il diavolo sotto un parabrezza (1987)
- Costa nativa (1989)
- Visita privata alla clinica tedesca (1988) (Azerbaigian, Germania)
- Diversione (1990)
- Trappola (1990)
- Non arrivare, ucciderà! (1990)
- Cantina (1990)
- Testimone (1990)
- Riconoscimento (1992)
- Codice del silenzio 2 (1993) (Russia, Uzbekistan)
- Volga nero (1994)
- La camera in albergo (1998)
- Siccome questo mondo è bello (1999)
- Drongo (2002) (Russia)
- La vita di Jaweed (2007)
- Fortezza (2008)
- Ultionis (2012)
- Ambasciatore di un'alba (2012)

## Onorificenze
- 3º Festival internazionale di Tashkent: miglior attore

## Galleria d'immagini

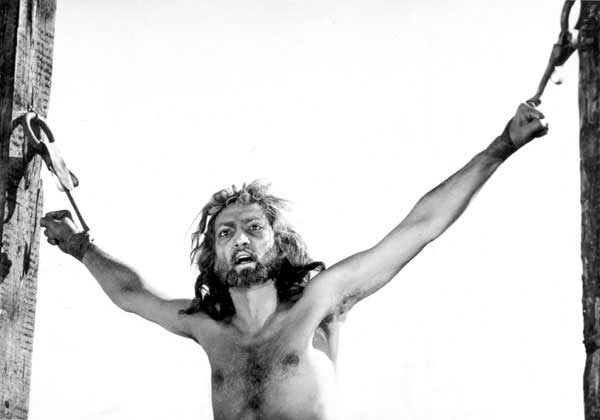
Rasim Balayev nel ruolo di Imadaddin Nasimi nel film Nasimi.